# District de Longzihu
Le district de Longzihu (龙子湖区 ; pinyin : Lóngzǐhú Qū) est une subdivision administrative de la province de l'Anhui en Chine. Il est placé sous la juridiction de la ville-préfecture de Bengbu.

## Village de Qiugang
La sortie en 2010 d'un documentaire intitulé The Warriors of Qiugang: A Chinese Village Fights Back, raconte comment les 1876 résidents du village Qiugang (仇岗) se sont mobilisés pour faire arrêter l'usine locale Jiucailuo produisant des pesticides et herbicides.